# La Torpédo bleue
Singles de France Gall
Baci, baci, baci
(1969) Les Éléphants
(1970)
La Torpédo bleue est une chanson de France Gall. Elle est initialement parue en 1969 en single et puis en 1973 sur l'album France Gall,,.
C'est une adaptation française (par Robert Gall) de la chanson italienne Il topolino blu.

## Développement et composition
L'enregistrement de France Gall a été produit par Norbert Saada.

## Listes des pistes
Single 7" 45 tours (1969, La Compagnie S 012, Belgique)
1. Baci, baci, baci
2. La Torpédo bleue[1]

Single 7" 45 tours (1969, Vogue VB.117, Belgique)
1. La Torpédo bleue
2. Baci, baci, baci[2]

## Classements
Baci, baci, baci / La Torpédo bleue,
| Classement (1969)                       | Meilleure position |
| --------------------------------------- | ------------------ |
| Belgique (Wallonie Ultratop 50 Singles) | Tip                |